# MFK Chrudim
MFK Chrudim is een Tsjechische voetbalclub uit Chrudim. De club is in 1923 opgericht als AFK Chrudim. In 2011 fuseerde de club met de voormalige 2. liga-club SK Chrudim tot MFK Chrudim. MFK Chrudim speelt in het seizoen 2018/19 op het op een na hoogste niveau in Tsjechië, de Fortuna nárdodní liga.

## Naamswijzigingen
- 1923 – Opgericht als AFK Chrudim (Amatérský fotbalový klub Chrudim)
- jaren '50 – TJ Spartak Chrudim (Tělovýchovná jednota Spartak Chrudim)
- 1974 – fusie met TJ Lokomotiva Chrudim → TJ Transporta Chrudim (Tělovýchovná jednota Transporta Chrudim)
- ergens tussen 1974 en 1993 – TJ Spartak Transporta Chrudim (Tělovýchovná jednota Spartak Transporta Chrudim)
- 1993 –  AFK Chrudim (Amatérský fotbalový klub Chrudim)
- 2011 – fusie met SK Chrudim → MFK Chrudim (Městský fotbalový klub Chrudim)